# علی حاجی‌میری
علی حاجی‌میری (زاده ۱۳۵۱ مشهد) استاد، مخترع و کارافرین در حوزه مهندسی برق است که در حال حاضر دارای کرسی استادی تامس جی. مایرز مهندسی برق در مؤسسه فناوری کالیفرنیا (کلتک) است.
او در مشهد به دنیا آمد و  لیسانس مهندسی برق خود را از دانشگاه صنعتی شریف و فوق لیسانس و پی‌اچ‌دی خود را از دانشگاه استنفورد دریافت کرد. او در آزمایشگاه‌های بل، نیمه‌هادی‌های فیلیپس و سان مایکروسیستمز کار کرده‌است. در ۲۰۰۲ او به همراه دانشجویان سابق اش اکسیم مایکرودیوایسز را بر اساس اختراع ترانسفورماتر فعال توزیع شده که تجمیع تقویت‌کننده‌های سیماس آر اف مناسب تلفنهای همراه را در فناوری سیماس ممکن می‌کند، بنیان نهاد. او و دانشجویانش در ۲۰۰۴ اولین رادار-روی چیپ جهان را در فناوری سیلیکون نشان دادند.
او در ۳۲ سالگی بعنوان یکی از ۳۵ نوآور برتر زیر ۳۵ سال جهان انتخاب شد. او عضو پیوسته آی تریپل ای و برنده جوایز بسیار دیگر است.
از وی کتاب‌های مهمی به قلم دراورده شده‌است از جمله: کتاب طراحی نوسان سازهای کم نویز با همکاری یکی از همکارانش به نام توماس هیل لی که در سال ۱۹۹۹ به چاپ رسید.